# Trachylepis chimbana
Espèce
Synonymes
- Mabuia chimbana Boulenger, 1887
- Mabuya chimbana (Boulenger, 1887)
- Euprepis chimbana (Boulenger, 1887)

Trachylepis chimbana est une espèce de sauriens de la famille des Scincidae.

## Répartition
Cette espèce se rencontre dans le sud-ouest de l'Angola et dans le nord-ouest de la Namibie.

## Publication originale
- Boulenger, 1887 : Catalogue of the Lizards in the British Museum (Nat. Hist.) III. Lacertidae, Gerrhosauridae, Scincidae, Anelytropsidae, Dibamidae, Chamaeleontidae. London, p. 1-575 (texte intégral).